# ソールズベリー (アルバム)
『ソールズベリー』（Salisbury）は、イギリスのバンド、ユーライア・ヒープが1971年に発表した2作目のスタジオ・アルバム。

## 背景
ナイジェル（オリー）・オルソンがエルトン・ジョンのバンドに再加入したのに伴い、本作ではキース・ベイカーがドラマーとして迎えられたが、ベイカーは本作を最後に脱退した。
クレジットには明記されていないが、「黒衣の娘」ではキーボーディスト/ギタリストのケン・ヘンズレーがリード・ボーカルも兼任しており、ヘンズレーによれば、バンドの正式ボーカリストであるデヴィッド・バイロンがこの曲を毛嫌いして、プロデューサーのジェリー・ブロンの提案により、ヘンズレーが歌うことになったという。タイトル曲は16分に及ぶ大作で、外部ミュージシャンによる金管楽器・木管楽器のアンサンブル（アレンジはジョン・フィディーによる）が導入されている。ただし、ヘンズレーは後年のインタビューで「馬鹿げた金管・木管楽器を導入してレコーディングされる前に、ライブで演奏していた頃の方が良かったよ。私達は『ソールズベリー』の頃、音楽的に自信をつけつつあって、色々と実験してみたのさ」とコメントしている。2003年リマスターCDにボーナス・トラックとして追加された「ヒア・アイ・アム」は、本作のセッションで録音されたアウトテイクで、1991年にテープが発見され、ヘンズレーは「多分ジェリー（・ブロン）が、このアルバムには合わないと判断したんだと思う。アルバムにもう少しスペースがあれば、うまく嵌ったんじゃないかな」とコメントしている。
イギリス盤LPの冒頭に収録された「肉食鳥」は、元々は前作『ユーライア・ヒープ・ファースト (...Very 'Eavy Very 'Umble...)』からのシングル「ジプシー」のB面曲として発表され、『ユーライア・ヒープ・ファースト』のアメリカ盤LPにも収録された。その関係で、本作のアメリカ盤LPは「肉食鳥」が外されて「サイモン・ザ・バレット・フリーク」に差し替えられており、ジャケット・デザインもイギリス盤と異なる。

## 反響
アメリカでは、1971年3月6日付のBillboard 200で最高103位を記録した。一方、母国イギリスでは全英アルバムチャート入りを逃した。
日本盤LPは、次作『対自核』の日本初回盤よりも後の1972年6月10日に発売され、オリコンLPチャートでは12週トップ100入りして、最高47位を記録した。

## 評価
Donald A. Guariscoはオールミュージックにおいて5点満点中2.5点を付け「レコードの片面では個々の楽曲を押し出し、もう片面は長大かつ絢爛な大作で占めて、バンドのプログレッシブ・ロック的な方向性を示した」「一般的なリスナーにとっては、焦点が絞り切れていない作品と映るかもしれないが、ユーライア・ヒープの作品のコレクターにとっては、十分に強力な曲が並んでいる」と評している。Eduardo Rivadaviaは、Ultimate Classic Rockの企画「ユーライア・ヒープの楽曲トップ10」において「肉食鳥」を2位に挙げ「ユーライア・ヒープの作品の中で最もドラマティックな曲の一つであり、全体像は初期ヘヴィメタルと言える」と評している。

## 収録曲
特記なき楽曲はケン・ヘンズレー作。
1. 肉食鳥 - "Bird of Prey" (Mick Box, David Byron, Paul Newton) - 4:14
2. 公園 - "The Park" - 5:44
3. 生きる - "Time to Live" (M. Box, D. Byron, Ken Hensley) - 4:03
4. 黒衣の娘 - "Lady in Black" - 4:42
5. 尼僧 - "High Priestess" - 3:41
6. ソールズベリー - "Salisbury" (M. Box, D. Byron, K. Hensley) - 16:17

### 1996年リマスターCDボーナス・トラック
1. "Simon the Bullet Freak" - 3:27
2. "High Priestess (Single Edit)" - 3:14

### 2003年リマスターCDボーナス・トラック
1. サイモン・ザ・バレット・フリーク（USアルバム・ヴァージョン） - "Simon the Bullet Freak (US Album Version)" - 3:27
2. ヒア・アム・アイ（未発表アウトテイク・ヴァージョン） - "Here Am I" - 7:50
3. 黒衣の娘（未発表オルタネイト・ヴァージョン） - "Lady in Black (Previously Unreleased Alternate Version)" - 3:33
4. 尼僧（シングル・エディット・ヴァージョン） - "High Priestess (Single Edit)" - 3:38
5. ソールズベリー（未発表エディット） - "Salisbury (Previously Unreleased Edit)" (M. Box, D. Byron, K. Hensley) - 4:21
6. 公園（未発表ヴァージョン） - "The Park (Previously Unreleased Version)" - 5:18
7. 生きる（未発表ヴァージョン） - "Time to Live (Previously Unreleased Version)" (M. Box, D. Byron, K. Hensley) - 4:14

### アメリカ・カナダ盤LP
1990年にマーキュリー・レコードから発売されたアメリカ盤CD (811 389-2)も、同様の内容・曲順となっている。
Side 1
1. "High Priestess" - 3:39
2. "The Park" - 5:38
3. "Time to Live" (M. Box, D. Byron, K. Hensley) - 4:02
4. "Lady in Black" - 4:43

Side 2
1. "Simon the Bullet Freak" - 3:25
2. "Salisbury" (M. Box, D. Byron, K. Hensley) - 16:22

## カヴァー
- 生きる
  - スピリチュアル・ベガーズ - アルバム『リターン・トゥ・ゼロ』（2010年）に日本盤ボーナス・トラックとして収録[11]。
- 黒衣の娘
  - エンシフェルム - アルバム『ヴィクトリー・ソングス』（2007年）の限定デジブック盤[12]および日本盤に収録。
  - ブラックモアズ・ナイト - アルバム『ダンサー・アンド・ザ・ムーン』（2013年）に収録[13]。

## 参加ミュージシャン
- デヴィッド・バイロン - リード・ボーカル
- ケン・ヘンズレー - オルガン、ピアノ、スライドギター、アコースティック・ギター、ハープシコード、ヴィブラフォン、ボーカル
- ミック・ボックス - リードギター、アコースティック・ギター、ボーカル
- ポール・ニュートン - ベース、ボーカル
- キース・ベイカー - ドラムス

アディショナル・ミュージシャン
- ジョン・フィディー - 管楽器アレンジ(on "Salisbury")